# Solymos (Szlovákia)
Solymos (szlovákul: Iňačovce) község Szlovákiában, a Kassai kerület Nagymihályi járásában.

## Fekvése
Nagymihálytól 12 km-re délre, a Feketevíz jobb oldalán található.

## Története
A település keletkezési ideje nem ismert, első írásos említése Luxemburgi Zsigmond 1417-ben keltezett oklevelében  történt „Solmus” alakban. Első lakói valószínűleg királyi solymászok lehettek. A Sztáray család birtoka volt. 1427-ben 18 portája adózott. A 16.-17. században a nagyobb falvak közé tartozott, a 18. század elejére azonban csaknem teljesen elnéptelenedett. 1715-ben csak 8 ház állt a faluban. 1720 után a főként Ung és Zemplén vármegyék északi részeiből történt nagyarányú betelepítések következtében lakosságának száma ugrásszerűen megnőtt. Ekkor legnagyobb családjai az Istók, Ignác, Kállai, Oláh, Palóc, Dzvonik, Milocsik, Kenderes, Kudrocs, Knezsó, Balogh, Dúska, Hura és Borza családok voltak.
A 18. század végén, 1799-ben Vályi András így ír róla: „SOLYMOS. Elegyes falu Ungvár Várm., földes Urai több Uraságok, lakosai külömbfélék, fekszik Szenának szomszédságában, mellynek filiája; határja jó, vagyonnyai külömbfélék.”
1828-ban 119 házában 1023 lakos élt, akik főként mezőgazdasággal, szövéssel foglalkoztak. A 19. században főbb birtokosai a Szirmay, Vécsey, Thuránszky és Török családok voltak.
Fényes Elek 1851-ben kiadott geográfiai szótárában így ír a faluról: „Sólymos, Ganyacsovci, orosz-tót-magyar falu, Ungh vgyében, Szobránczhoz nyugotra 2 1/2 órányira, 182 r., 526 g. kath., 192 ref., 26 zsidó lakossal. Görög kathol. parochialis templom. Termékeny róna határ. F. u. Szirmay, gr. Török, b. Vécsey s mások.”
1920-ig Ung vármegye Szobránci járásához tartozott.

## Népessége
| Év:            | 1994. | 2004.    | 2014.    | 2024.    |
| -------------- | ----- | -------- | -------- | -------- |
| Emberek száma: | 570   | 630      | 759      | 909      |
| Eltérés:       |       | +10,52 % | +20,47 % | +19,76 % |

| Év:            | 2023. | 2024.   |
| -------------- | ----- | ------- |
| Emberek száma: | 896   | 909     |
| Eltérés:       |       | +1,45 % |

1910-ben 885-en, többségében szlovák anyanyelvűek lakták, jelentős magyar kisebbséggel.
2001-ben 657 lakosából 437 szlovák és 209 cigány volt.
2011-ben 733 lakosából 655 szlovák és 33 cigány volt.

## Nevezetességei
- Görögkatolikus temploma a 19. század elején épült, barokk-klasszicista stílusban.
- Határában találhatók az 1974-ben létesített szennai halastavak.